# День пионера (Юта)
День пионера (англ. Pioneer Day) — официальный праздник, отмечаемый 24 июля в американском штате Юта. При этом некоторые торжества проходят в регионах соседних штатов, первоначально заселенных мормонскими пионерами. Он посвящен въезду Бригама Янга и первой группы мормонских пионеров в долину Соленого озера 24 июля 1847 года, где поселились Святые последних дней после изгнания из Нову и прочих мест в восточных штатах. Это событие отмечается парадами, фейерверками, родео и прочими мероприятиями. Как и 4 июля, многие местные и все государственные правительственные учреждения и многие предприятия в День пионера закрыты.
Помимо того, что День пионера является официальным праздником в штате Юта, он считается особым событием у многих членов Церкви Иисуса Христа Святых последних дней (Церковь СПД). В День пионера некоторые Святые последних дней проходят часть Мормонской тропы или изображают въезд в долину Соленого озера на ручных тележках. Святые последних дней в Соединенных Штатах и по всему миру празднуют 24 июля в память о пионерской эпохе Церкви СПД с песнями, танцами, обедами и т. п..
Хотя этот праздник тесно связан с Церковью СПД, официально он является праздником для потомков всех, независимо от веры и национальности, кто переселился в Долину Соленого озера в эпоху пионеров, которая, как обычно считается, закончилась с прокладкой в 1869 году трансконтинентальной железной дороги. Среди известных американских пионеров этого периода, не принадлежащих к СПД, — епископ епископальной церкви Дэниел С. Таттл, с именем которого связано основание в конце XIX века первых немормонских школ в Юте (Роуленд-Холл Святого Марка) и первой государственной больницы (Святого Марка). Межплеменное пау-вау в Либерти-парке в Солт-Лейк-Сити чтит культурное наследие и вклад коренных народов США, помогая жителям штата Юта глубже понять историю региона.

## История

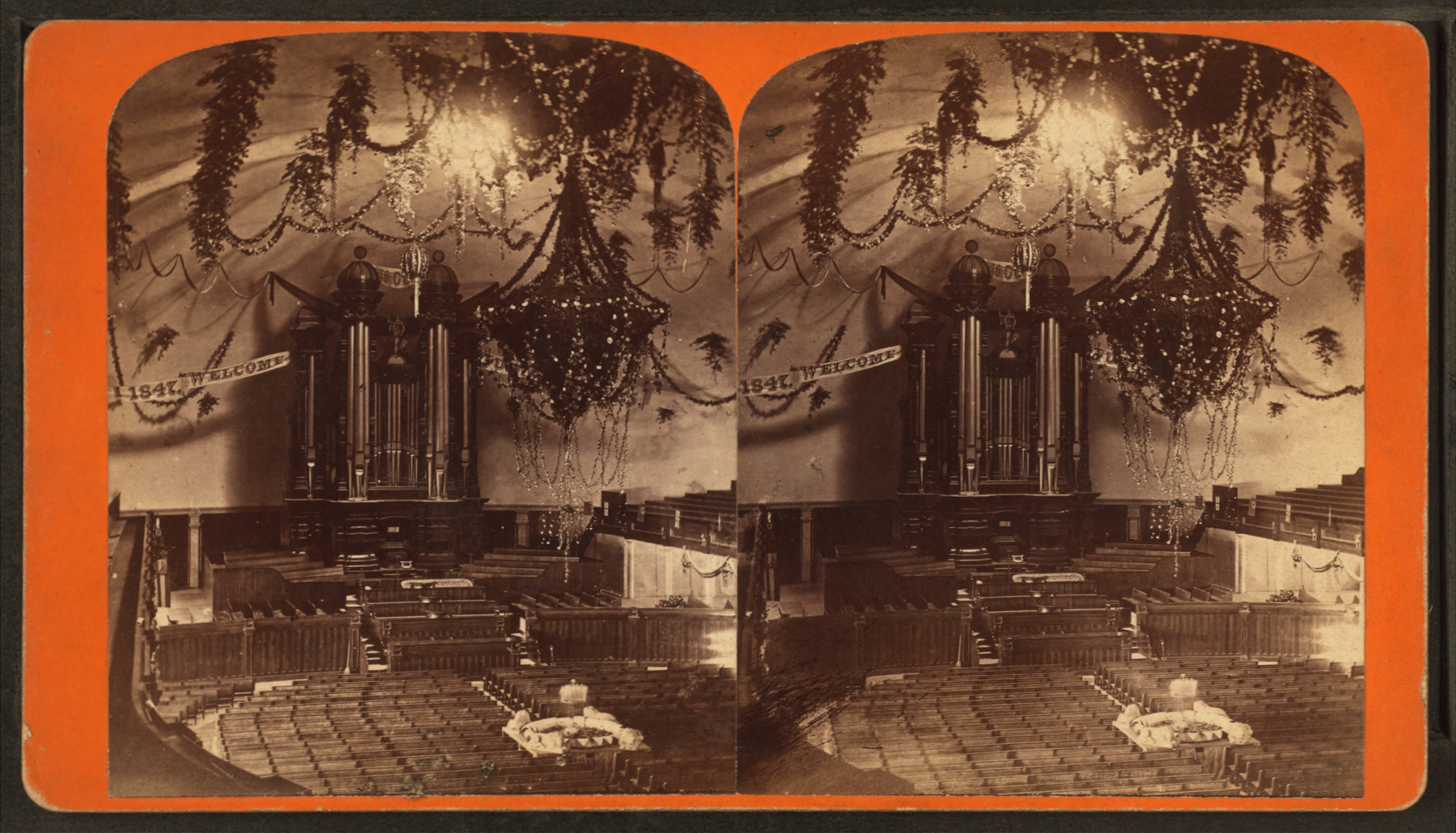
Интерьер Скинии Солт-Лейк, украшенной к празднованию Дня пионера Союзом воскресных школ Дезерета в июле 1875 года

Предтечей Дня пионера в Юте стало 24 июля 1849 года, когда духовой оркестр Нову возглавил празднование второй годовщины прибытия Святых последних дней в долину Соленого озера.
Празднование Дня пионера в 1857 году было прервано известием о приближении армии Джонстона, что ознаменовало начало войны в Юте. Сразу после оккупации Территории Юты федеральными войсками День пионера отмечался редко. Он постепенно распространялся на прилегающие территории по мере того, как Мормонский коридор расширялся на весь Межгорный Запад. В 1880 году Святые последних дней отметили золотой юбилей официальной организации церкви в 1830 году; в восторженных празднествах участвовали десятки тысяч людей в сотнях общин.
В последующие годы из-за действий федерального правительства по обеспечению соблюдения законов, запрещающих полигамию (включая закон Эдмундса 1882 года), празднества стали гораздо скромнее. Празднество 1886 года было особенно примечательно своей траурной темой (Скиния Солт-Лейк была украшена черным цветом вместо обычно красочных полотнищ), а также восхвалением Святых последних дней, которые разыскивались или были заключены в тюрьму за преступления, связанные с полигамией. В 1897 году празднество знаменовало не только 50-летие прибытия в Долину Соленого озера, но и разрешение проблемы полигамии, завершение строительства храма Солт-Лейк и образование штата Юта.
Столетие в 1947 году и стопятидесятилетие в 1997 году были особенно масштабными празднествами в Юте. Писатель Марк Хэддок отметил, что празднество 1947 года, казалось, длилось весь год, а 24 июля стало лишь кульминацией событий.
Праздник порождает большое количество пробок; статистика Департамента общественной безопасности штата Юта утверждает, что День пионера стоит на втором месте в штате после Дня независимости по уровню смертности в результате дорожно-транспортных происшествий.
Праздник подвергся критике за обособленность от немормонов. В результате небольшая, но растущая группа людей начала праздновать вместо традиционного Дня пионера День пирога и пива (англ. Pie and Beer Day). День пирога и пива был создан как контркультурная альтернатива Дню пионера.

### Комментарии
1. ↑  День пирога и пива — это игра слов: «пирог и пиво» (англ. pie and beer) созвучно слову «пионер» (англ. pioneer).